# Gabriel Sillekens
Gabriel Willem Sillekens CP (* 6. Juli 1911 in Roggel en Neer; † 9. Mai 1981) war ein niederländischer Ordensgeistlicher und römisch-katholischer Bischof von Ketapang.

## Leben
Gabriel Sillekens trat der Ordensgemeinschaft der Passionisten bei und empfing am 10. Mai 1936 das Sakrament der Priesterweihe. Am 25. August 1954 ernannte ihn Papst Pius XII. zum ersten Apostolischen Präfekten von Ketapang.
Sillekens wurde am 2. April 1962 infolge der Erhebung der Apostolischen Präfektur Ketapang zum Bistum erster Bischof von Ketapang. Der Erzbischof von Djakarta, Adrianus Djajasepoetra SJ, spendete ihm am 17. Juni desselben Jahres die Bischofsweihe; Mitkonsekratoren waren der Erzbischof von Pontianak, Herculanus Joannes Maria van der Burgt OFMCap, und der Bischof von Sintang, Lambertus van Kessel SMM. Gabriel Sillekens wählte den Wahlspruch Amen. Er nahm an allen vier Sitzungsperioden des Zweiten Vatikanischen Konzils teil.
Papst Johannes Paul II. nahm am 15. März 1979 das von Gabriel Sillekens vorgebrachte Rücktrittsgesuch an.